# Armand Borel
|  | No s'ha de confondre amb Émile Borel. |

Armand Borel   (La Chaux-de-Fonds, 21 de maig de 1923 - Princeton, 11 d'agost de 2003) fou un matemàtic suís, nascut a La Chaux-de-Fonds, professor titular a l'Institut d'Estudis Avançats de Princeton, Nova Jersey (EUA) entre 1957 i 1993. La seva obra tracta sobre topologia algebraica i grups de Lie, i fou un dels creadors de la teoria contemporània dels grups algebraics lineals.

## Biografia
Armand Borel va estudiar a la ETH Zürich, on arribà sota la influència del topòleg Heinz Hopf i de l'investigador de grups de Lie Eduard Stiefel. Romangué a París des de 1949: allà aconseguí aplicar la seqüència espectral de Leray a la topologia dels grups de Lie i els seus espais de classificació, sota la tutela de Jean Leray i Henri Cartan.
Borel va col·laborar amb Jacques Tits en estabçir els fonaments dels grups algebraics, i amb Harish-Chandra sobre els seus subgrups aritmètics. En un grup algebraic G, un subgrup de Borel H és tot aquell que sigui mínim respecte a la propietat de què l'espai homogeni G/H sigui una varietat projectiva. Per exemple, si G és GLn, llavors podem prendre H que sigui el subgrup de matrius triangulars superiors. En aquest cas, resulta que H és un subgrup resoluble maximal, i que els subgrups parabòlics P entre H i G tenen una estructura combinatòria (en aquest cas, els espais homogenis G/P són les diferents varietats de banderes). Tots dos conceptes es poden generalitzar, i juguen un rol crucial en la teoria.
La teoria d'homologia de Borel−Moore és vàlida per a espais localment compactes en general, i està íntimament relacionada amb la teoria de feixos.
Borel va publicar nombrosos llibres, entre ells un tractat sobre la història dels grups de Lie. L'any 1978 va rebre la Medalla Brouwer i l'any 1992 va ser guardonat amb el Premi Balzan "per les seves contribucions fonamentals a la teoria de grups de Lie, i per la seva acció infatigable en favor de l'alta qualitat en la investigació matemàtica i la propagació de noves idees."
Armand Borel va morir a Princeton. Sobre la qüestió de si era parent d'Émile Borel, contestava indistintament que n'era un nebot o que no hi tenia cap relació.

## Cites famoses
| «                                  | Sento que el que menys necessiten les matemàtiques són experts que expedeixin receptes o directrius per als mortals, presumiblement, menys il·lustrats. | » |
| — Armand Borel, Oeuvres IV, p. 452 | |   |

## Obra
- Borel, Armand; amb contribucions de G. Bredon, E. E. Floyd, D. Montgomery, R. Palais. Seminar on transformation groups.  Princeton University Press, 1960 (Annals of Mathematics Studies, núm.46).[3]
- Borel, Armand «Cohomologie des espaces localement compacts d'après J. Leray» (en francès). Séminaire de Topologie algébrique de l'École Polytechnique Fédérale, printemps 1951. Springer-Verlag [Berlín, Nova York], 2, 3a edició, 1964. DOI: 10.1007/BFb0097851.
- Borel, Armand; editat per Edward Halpern. Topics in the homology theory of fibre bundles. 36.  Berlín, Nova York: Springer-Verlag, 1967 (Lecture notes in mathematics). DOI 10.1007/BFb0096867.
- Borel, Armand «Introduction aux groupes arithmétiques» (en francès). Publications de l'Institut de Mathématique de l'Université de Strasbourg, XV. Actualités Scientifiques et Industrielles. Hermann [París], 1341, 1969.
- Borel, Armand. Représentations de groupes localement compacts. 276.  Berlín, Nova York: Springer-Verlag, 1972 (Lecture Notes in Mathematics). DOI 10.1007/BFb0058407.
- Borel, Armand. Linear algebraic groups. 126. 2a edició.  Berlín, Nova York: Springer-Verlag, 1991 (Graduate Texts in Mathematics). ISBN 978-0-387-97370-8.
- Borel, Armand. Intersection cohomology.  Boston: Birkhäuser Boston, 2008 (Modern Birkhäuser Classics). ISBN 978-0-8176-4764-3.
- Borel, Armand; Grivel, P.-P.; Kaup, B.; Haefliger, André; Malgrange, B.; Ehlers, F.; Ehlers, F.. Algebraic D-modules. 2.  Boston: Academic Press, 1987 (Perspectives in Mathematics). ISBN 978-0-12-117740-9.
- Borel, Armand. Automorphic forms on SL₂(R). 130.  Cambridge University Press, 1997 (Cambridge Tracts in Mathematics). ISBN 978-0-521-58049-6.[4]
- Borel, Armand. Semisimple groups and Riemannian symmetric spaces. 16.  Nova Delhi: Hindustan Book Agency, 1998 (Texts and Readings in Mathematics). ISBN 978-81-85931-18-0.
- Borel, Armand; Wallach, N. Continuous cohomology, discrete subgroups, and representations of reductive groups. 67. 2a edició.  Providence, Rhode Island: American Mathematical Society, 2000 (Mathematical Surveys and Monographs). ISBN 978-0-8218-0851-1.
- Borel, Armand. Essays in the History of Lie Groups and Algebraic Groups.  Providence, Rhode Island: American Mathematical Society, 2001. ISBN 978-0-8218-0288-5.[5]
- Borel, Armand. Œuvres: collected papers. I, II, III.  Berlín, Nova York: Springer-Verlag, 1983. ISBN 978-3-540-12126-8.
- Borel, Armand. Œuvres: collected papers. IV.  Berlín, Nova York: Springer-Verlag, 2001. ISBN 978-3-540-67640-9.
- Borel, Armand; Ji, Lizhen. Compactifications of symmetric and locally symmetric spaces.  Boston: Birkhäuser Boston, 2006 (Mathematics: Theory & Applications). DOI 10.1007/0-8176-4466-0. ISBN 978-0-8176-3247-2.